# Minuartia subtilis
Minuartia subtilis är en nejlikväxtart. Minuartia subtilis ingår i släktet nörlar, och familjen nejlikväxter.

## Underarter
Arten delas in i följande underarter:
- M. s. filicaulis
- M. s. subtilis